# Zwitserse federale spoorwegen
De Zwitserse federale spoorwegen (in het Duits Schweizerische Bundesbahnen, SBB, in het Frans Chemins de fer fédéraux suisses, CFF, in het Italiaans Ferrovie Federali Svizzere, FFS, als merkidentiteit SBB CFF FFS, ook bekend in het Reto-Romaans als de Viafiers federalas svizras, VFS, en vroeger in het Nederlands als de Zwitsersche Bondsspoorwegen) is de nationale spoorwegmaatschappij van Zwitserland. De afkortingen SFR (Engels: Swiss Federal Railways) en VFS worden weinig gebruikt. De aandelen van de maatschappij zijn geheel in handen van de Zwitserse federale overheid.

## Geschiedenis
In 1898 ging de Zwitserse bevolking middels een referendum akkoord met het vormen van een staatsspoorwegmaatschappij. De Zwitserse federale spoorwegen (SBB) is in 1902 ontstaan uit het fuseren en nationaliseren van de volgende spoorwegmaatschappijen:
- Aargauische Südbahn
- Schweizerische Centralbahn (SCB)
- Schweizerische Nordostbahn (NOB) incl. Bodenseeflotte, (scheepvaart op de Bodensee)
- Toggenburgerbahn (TB)
- Vereinigte Schweizerbahnen (VSB)
- Jura-Simplon-Bahn (JS) incl. Brünigbahn (vanaf 1903)
- Gotthardbahn (GB) (vanaf 1909)
- Jura-Neuchâtelois (JN) (vanaf 1913)
- Tösstalbahn (TTB) incl. Wald-Rüti-Bahn (vanaf 1918)
- Seetalbahn (STB) (vanaf 1922)
- Uerikon-Bauma-Bahn (UeBB) (vanaf 1948)
- Chemin de fer Vevery-Chexbres (VCh) (vanaf 2013)

Dochteronderneming, gedeeltelijk of geheel;
- Cisalpino AG tussen 1993 en 2009
- SBB Cargo International (vanaf 2010, SBB Cargo AG (75 %) en Hupac AG (25 %).
- Thurbo AG sinds 2001
- SBB GmbH sinds 2005

## Netwerk
Het netwerk omvat 3069 kilometer normaalspoor.
Tot 1 januari 2005 exploiteerde de SBB de 74 kilometer lange SBB Brünigbahn, die in smalspoor is uitgevoerd. Door een fusie tussen de Luzern-Stans-Engelbergbahn (LSE) en de door de SBB afgestoten Brünigbahn ontstond de Zentralbahn.
De bekendste lijn van de SBB is ongetwijfeld de Gotthardspoorlijn, die dwars door de Alpen loopt en een schakel vormt in het verkeer tussen Ticino en de rest van het land, alsmede voor het verkeer tussen Duitsland en Italië.
Naast de SBB zijn in Zwitserland vele "private" spoorwegmaatschappijen actief, waarmee de SBB samenwerkt. Sommige maatschappijen, waaronder Thurbo, zijn geheel of gedeeltelijk eigendom van SBB.
In diverse steden, waaronder Zürich, exploiteert de SBB een S-Bahn-netwerk.

### Trajecten
- Spoorlijn Basel SBB - Basel Badischer Bahnhof ook bekend als Basler Verbindungsbahn
- Spoorlijn Basel SBB - Stein-Säckingen - Laufenburg / Stein-Säckingen - Brugg - Zürich ook bekend als Bozberglinie
  - Spoorlijn Baden - Aarau
  - Spoorlijn Koblenz - Stein-Säckingen
- Spoorlijn Brugg - Immensee
- Spoorlijn Immensee - Erstfeld - Bellinzona - Chiasso ook bekend als Gotthardspoorlijn
  - Spoorlijn Giubiasco - Locarno
  - Spoorlijn Giubiasco - Luino
- Spoorlijn Zürich - Näfels
- Spoorlijn Zürich - Winterthur
- Spoorlijn Winterthur - Koblenz
- Spoorlijn Romanshorn - Winterthur
- Spoorlijn Rorschach - Winterthur
- Spoorlijn Rorschach - Sargans
- Spoorlijn Ziegelbrücke - Linthal
- Spoorlijn Ziegelbrücke - Chur
- Spoorlijn Basel SBB - Hauenstein(tunnel) - Olten ook bekend als Hauensteinlinie
- Spoorlijn Killwangen - Aarau ook bekend als Heitersberglinie
- Spoorlijn Olten - Biel/Bienne - Lausanne - Genève ook bekend als Jurafusslinie
- Spoorlijn Basel SBB - Biel/Bienne ook bekend als Juralinie
  - Spoorlijn Delémont - Boncourt
- Spoorlijn Olten - Bern - Freiburg - Lausanne ook bekend als Mittellandlinie
- Spoorlijn Luzern - Lenzburg ook bekend als Seetalbahn
- Spoorlijn Lausanne - Sion - Brig
- Spoorlijn Brig - Domodossola
- Spoorlijn Vevey - Puidoux-Chexbres
- Spoorlijn Wil - Kreuzingen
- Spoorlijn Yverdon-les-Bains - Fribourg ook bekend als: Broye transversale
- Spoorlijn Palézieux - Kerzers ook bekend als: Broye longitudinale
- Spoorlijn Kerzers - Lyss
- Spoorlijn Bern - Thun
- Spoorlijn Neuchâtel - Pontarlier
- Spoorlijn Olten - Luzern
- Spoorlijn Bern - Luzern

### Tunnels
- Ceneribasistunnel
- Gotthardbasistunnel
- Gotthardtunnel
- Hauensteinbasistunnel
- Hauensteintunnel
- Simplontunnel
- Zimmerbergbasistunnel

## Elektrische tractie
Vrijwel het hele netwerk werd geëlektrificeerd met een spanning van 15.000 volt 16 2/3 Hz wisselstroom.

## Exploitatie

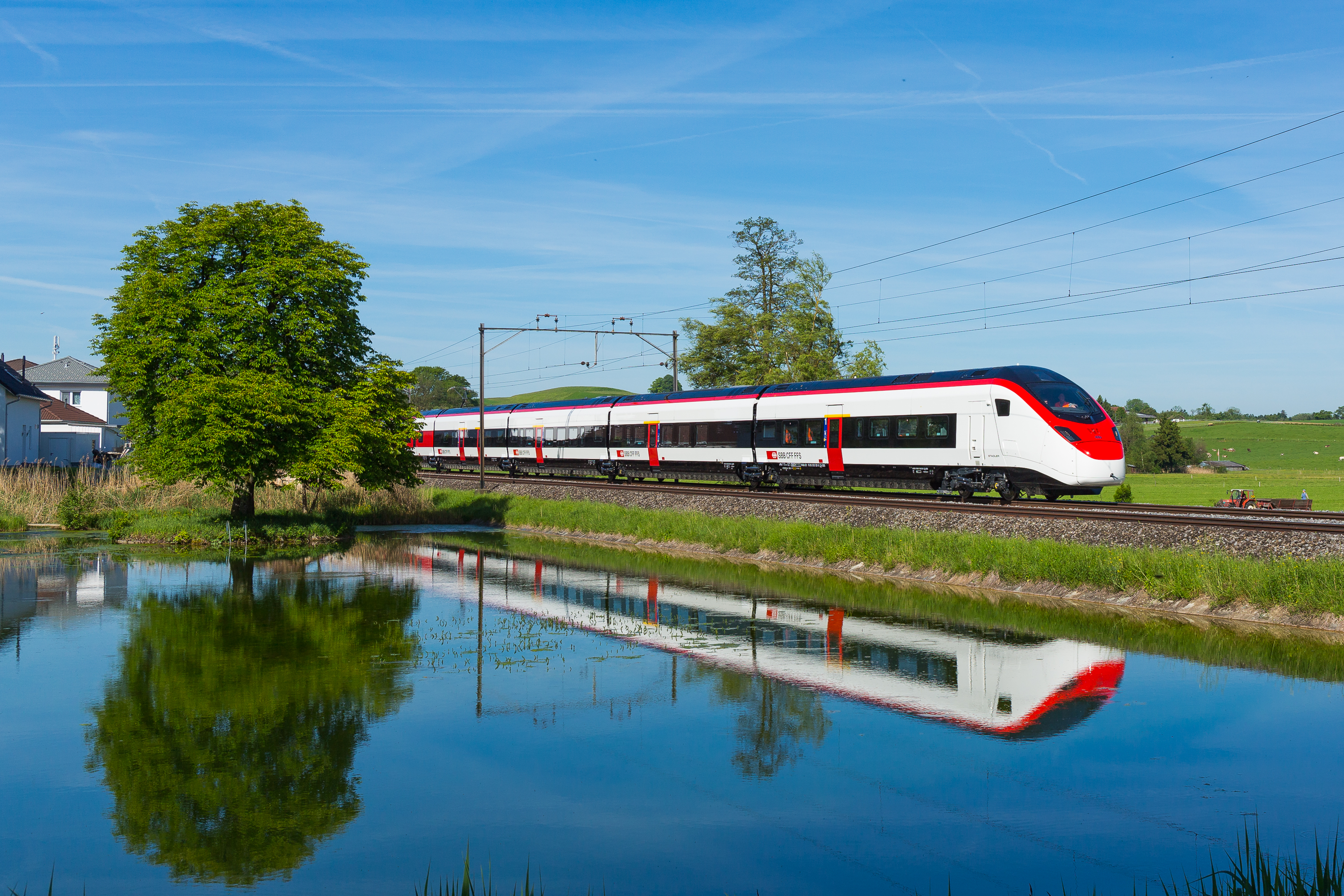
Een SBB RABe 501 van de SBB

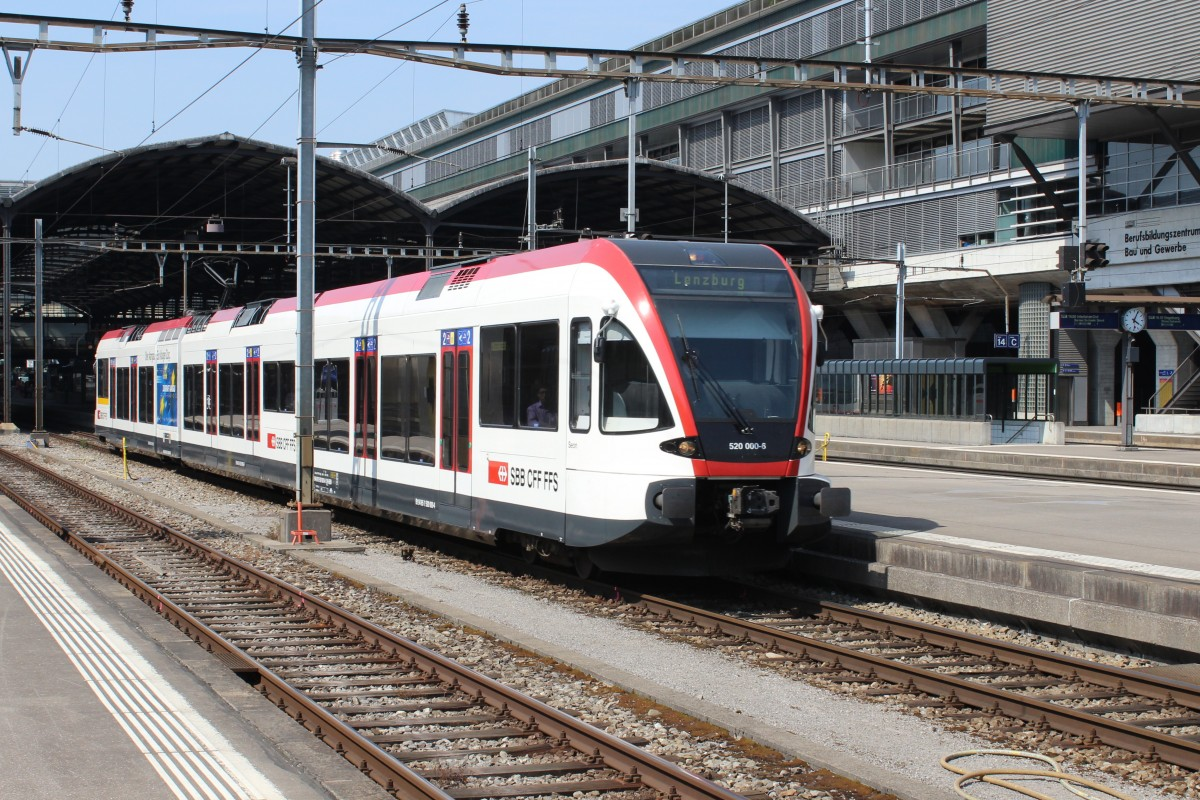
Een SBB RABe 520 op station Luzern

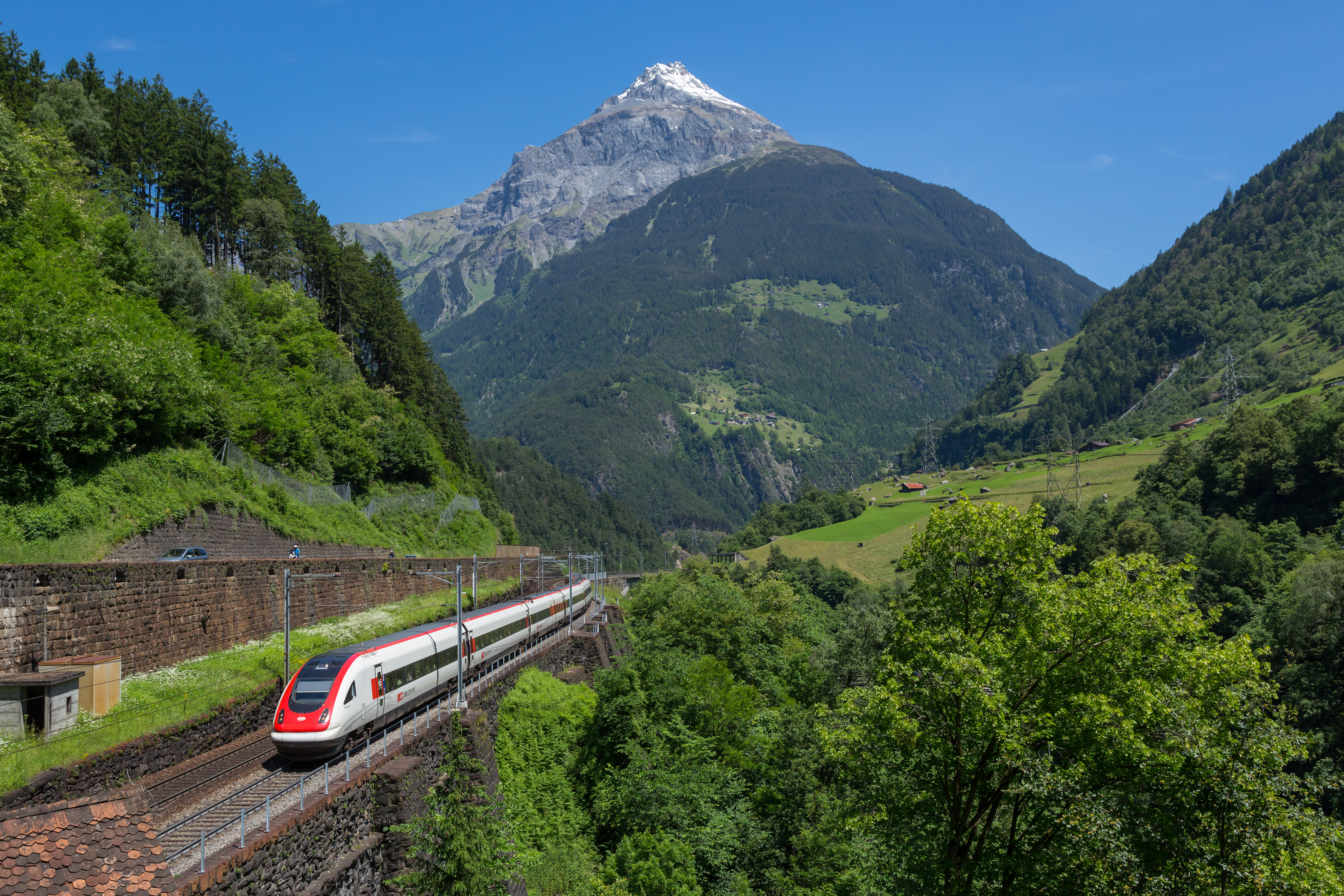
Een SBB RABDe 500 van de SBB

De SBB bestaat uit de volgende hoofddivisies:
- Personentreinen (Personenverkehr)
- Goederentreinen (SBB Cargo)
- Infrastructuur (Infrastruktur)
- Vastgoed (Immobilien)

De SBB exploiteert de volgende binnenlandse treincategorieën:
- Intercity (IC): snelle treinen die weinig stoppen, meestal met restauratie
- Interregio (IR): sneltreinen over lange afstanden, meestal met bistro of restauratie
- RegionalExpress (RE): sneltreinen over de kortere afstanden, soms met minibar
- Regio (R): stoptrein
  - RegionAlps is een dochter onderneming van SBB en Transports de Martigny et Régions (TMR).
- S-Bahn (S): hoogfrequentie stoptrein in stedelijk gebied
  - S-Bahn van Zürich
  - S-Bahn van Basel
  - S-Bahn van Bern tot 12 december 2004 en een deel van de S-Bahn van Bern ook door de Regionalverkehr Bern-Solothurn (RBS), BLS en Regionalverkehr Mittelland (RM).
  - S-Bahn van Luzern
  - S-Bahn van Sankt Gallen
  - S-Bahn Ticino - TILO (Treni Regionali Ticino Lombardia)
  - S-Bahn Léman (rond Lausanne en in de toekomst ook Gèneve).
  - Stadtbahn van Zug
- M: een bijzondere categorie. Dit zijn treinen die enkel rijden om het materieel te verplaatsen, bijvoorbeeld aan het einde van de dienstuitvoering. In de meeste landen rijden dat soort treinen leeg. In Zwitserland worden op veel ritten wel reizigers toegelaten. De treinen rijden echter zonder enige garantie over uitval of punctualiteit.

De meeste particuliere maatschappijen hanteren dezelfde aanduidingen voor treinen, hoewel de intercitytreinen alleen door de SBB worden gereden. Naast bovengenoemde treinsoorten neemt SBB deel aan de exploitatie van diverse internationale treinen, waaronder Eurocity- en ICE-treinen.

## Ontwikkelingen sinds 2000

### Marktwerking
Hoewel Zwitserland geen lid is van de Europese Unie, streeft het land er wel naar de spoorwegen op dezelfde manier te reorganiseren als in de rest van Europa. Dit houdt in dat het spoorwegnet van de SBB openstaat voor vervoerders uit heel Europa. Wel houdt de SBB voorlopig het alleenrecht openbaar vervoer uit te voeren op haar netwerk. Een bijvoorbeeld Nederlandse goederenmaatschappij mag wel treinen op het SBB-netwerk exploiteren. Andersom exploiteert SBB Cargo in zogenaamde open access goederentreinen naar Duitsland en Italië. Ook heeft de SBB een concessie gewonnen voor regionaal personenverkeer in Duitsland.

### Giruno-treinen
Op 23 november 2019 heeft de SBB haar nieuwe Giruno-treinstellen gepresenteerd. Hierbij kregen de treinen de naam "Zurich". Met de treinen wil de SBB zowel de lange afstandstrajecten in Zwitserland als internationale verbindingen verbeteren. Allereerst zal de trein in Zwitserland rijden, waarna hij in het voorjaar van 2020 Milaan met Zwitserland zal verbinden. Later zullen de treinstellen worden ingezet op trajecten naar Duitsland.

### Bahn 2000
Op het hoofdnetwerk worden diverse belangrijke infrastructurele werken uitgevoerd. Onder de naam Bahn 2000 wordt gewerkt aan diverse projecten in het Zwitserse middenland, waar de grote steden liggen. De belangrijkste hiervan zijn:
- Een hogesnelheidslijn, geschikt voor 200 km/h, tussen Mattstetten en Rothrist, op de lijn Zürich - Olten - Bern. Deze lijn is sinds december 2004 in gebruik.
- Een tunnel tussen Zürich en Thalwil, waardoor er capaciteit vrijkomt op de oude lijn.
- Het vergroten van de capaciteit van het hoofdstation van Zürich.
- Capaciteitsvergroting op het traject Genève - Coppet.

### AlpTransit
Een nog groter project is AlpTransit: de bouw van een nieuwe Gotthard- en Lötschbergtunnel. De Gotthard-basistunnel is sinds zijn opening in 2016 de langste tunnel ter wereld. Daarnaast werd en wordt er op de lijnen naar deze tunnels toe de capaciteit en de snelheid verhoogd.
Alhoewel de Lötschbergtunnels door de BLS worden geëxploiteerd, wordt het langeafstandsvervoer door de Lötschberg-basistunnel door de SBB gereden. Al het langeafstandsverkeer van de BLS is in 2004 overgedragen aan de SBB, in "ruil" hiervoor heeft SBB de exploitatie van haar deel van de S-Bahn Bern overgedragen aan de BLS. Het regionale verkeer in de Lötschbergpas is nog steeds in handen van de BLS, maar maakt gebruik van de oude lijn.